# Lola Bunny
Lola Bunny est un personnage de dessin animé américain créé par les studios Warner Bros. Principal personnage féminin de l'univers Looney Tunes, Lola est une lapine anthropomorphe qui est le pendant féminin de Bugs Bunny, dont elle est amoureuse et considérée comme sa petite-amie,,. Lola apparaît pour la toute première fois dans le film Space Jam.

## Apparence

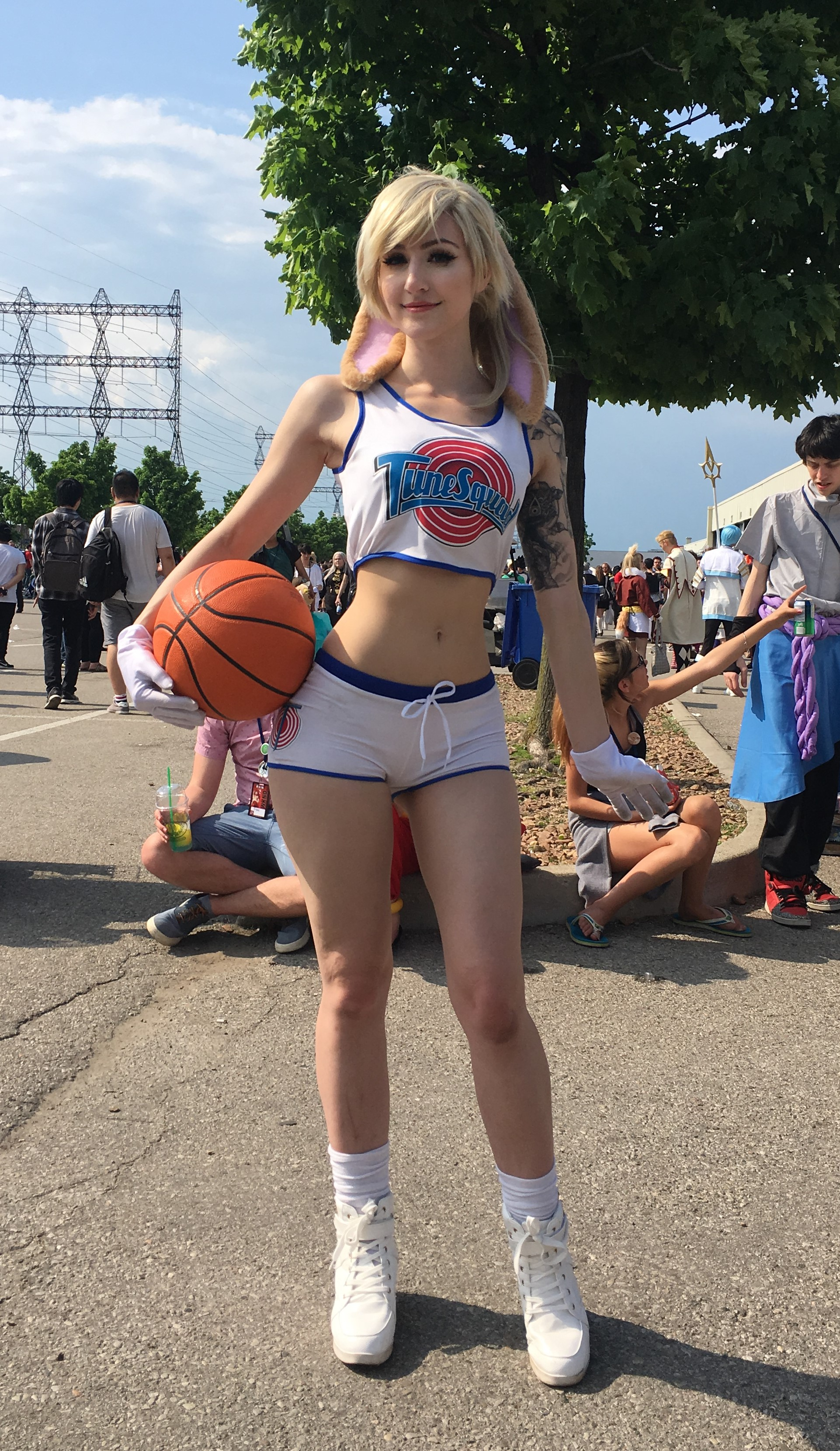
Cosplay de Lola Bunny, version du film Space Jam.

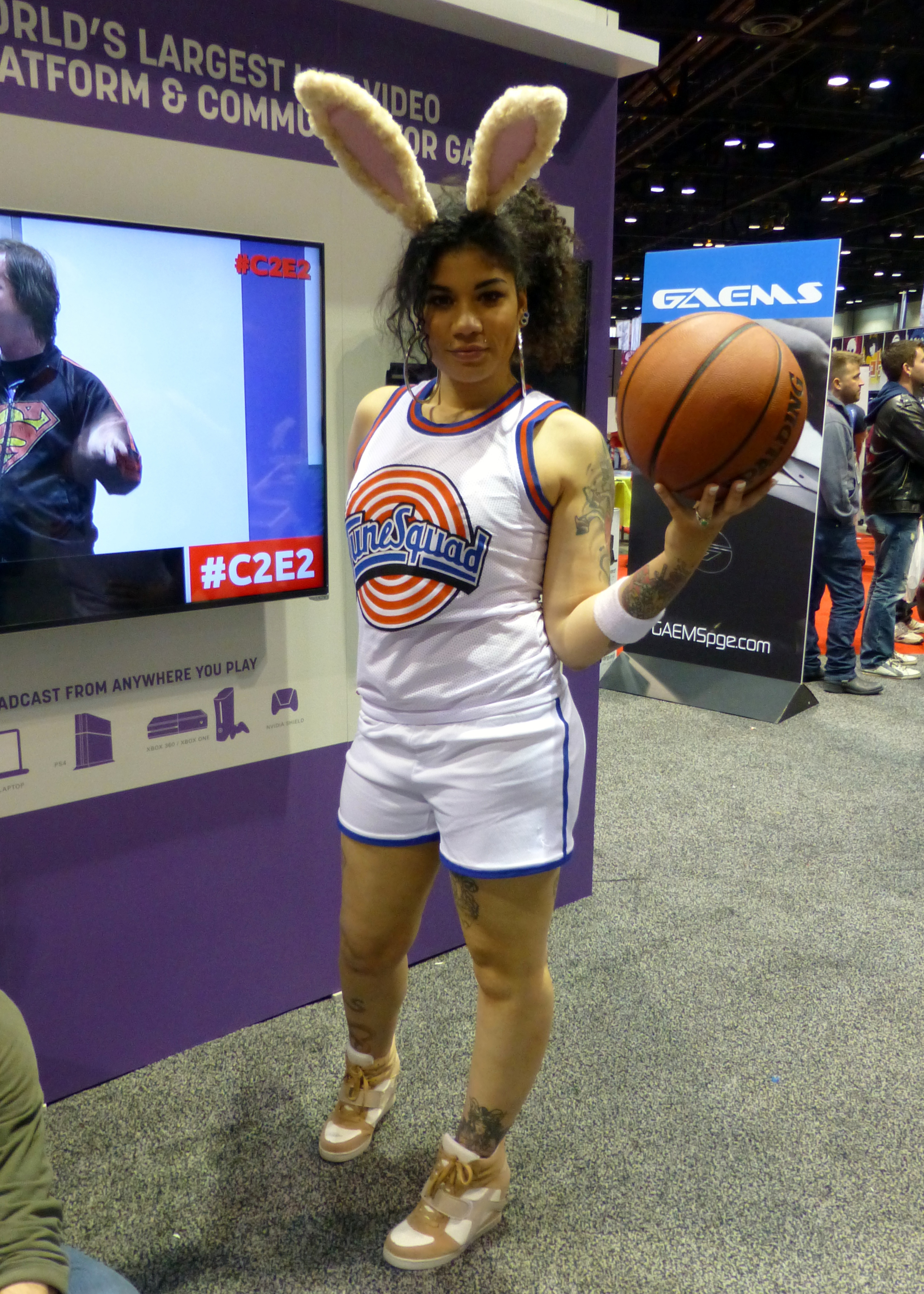
Autre cosplay de Lola Bunny (version du film Space Jam).

Dès sa première apparition, dans le film Space Jam, Lola apparait comme étant une lapine anthropomorphe de couleur beige orangé. Contrairement aux autres lapins, elle a des jambes galbées, très humaines. Ses yeux ont un iris bleu et elle a de longs cils noirs. Ses cheveux sont blonds. Elle attache ses longues oreilles tombantes en queue-de-cheval grâce à un chouchou bleu. Au début du film, elle porte un haut blanc et un short bleu. Elle porte ensuite une tenue de sport composée d'un haut blanc et bleu, avec l'inscription « TuneSquad », et d'un short blanc et bleu.
La version de Lola bébé (Baby Lola), un des personnages réguliers dans les Baby Looney Tunes, reprend les principales caractéristiques de sa morphologie dans Space Jam, mais adaptées à l'aspect d'un bébé. Elle est alors une lapine beige orangé, ses yeux ont un iris bleu et elle a de longs cils noirs. Blonde, elle lie ses longues oreilles avec un chouchou.
Dans la série animé Looney Tunes Show, Lola change d'apparence. Elle converse sa couleur, le beige orangé, mais perd la forme humaine de ses jambes. Comme le reste des personnages, ses yeux sont noirs. Elle a de longs cils noirs. Ses cheveux restent blonds et elle continue de lier ses oreilles en queue-de-cheval. Dans la saison 1, elle porte une robe violette et porte un chouchou violet pour ses oreilles. Dans la saison 2, Lola porte la même robe bleue et porte un chouchou bleu. Dans le jeu vidéo Looney Tunes Mayhem, Lola a exactement la même apparence que dans la série.
Dans le film Looney Tunes: Rabbits Run, Lola converse la même apparence que dans la saison 2 de la série Looney Tunes Show. Elle est toujours de couleur beige tirant sur le orange. Ses yeux restent noirs et elle a de longs cils noirs. Elle reste blonde et continue d'attacher ses longues oreilles comme des cheveux en queue-de-cheval. Elle porte la même robe bleue et garde son chouchou bleu pour lier ses oreilles que dans la saison 2 de la série Looney Tunes Show.

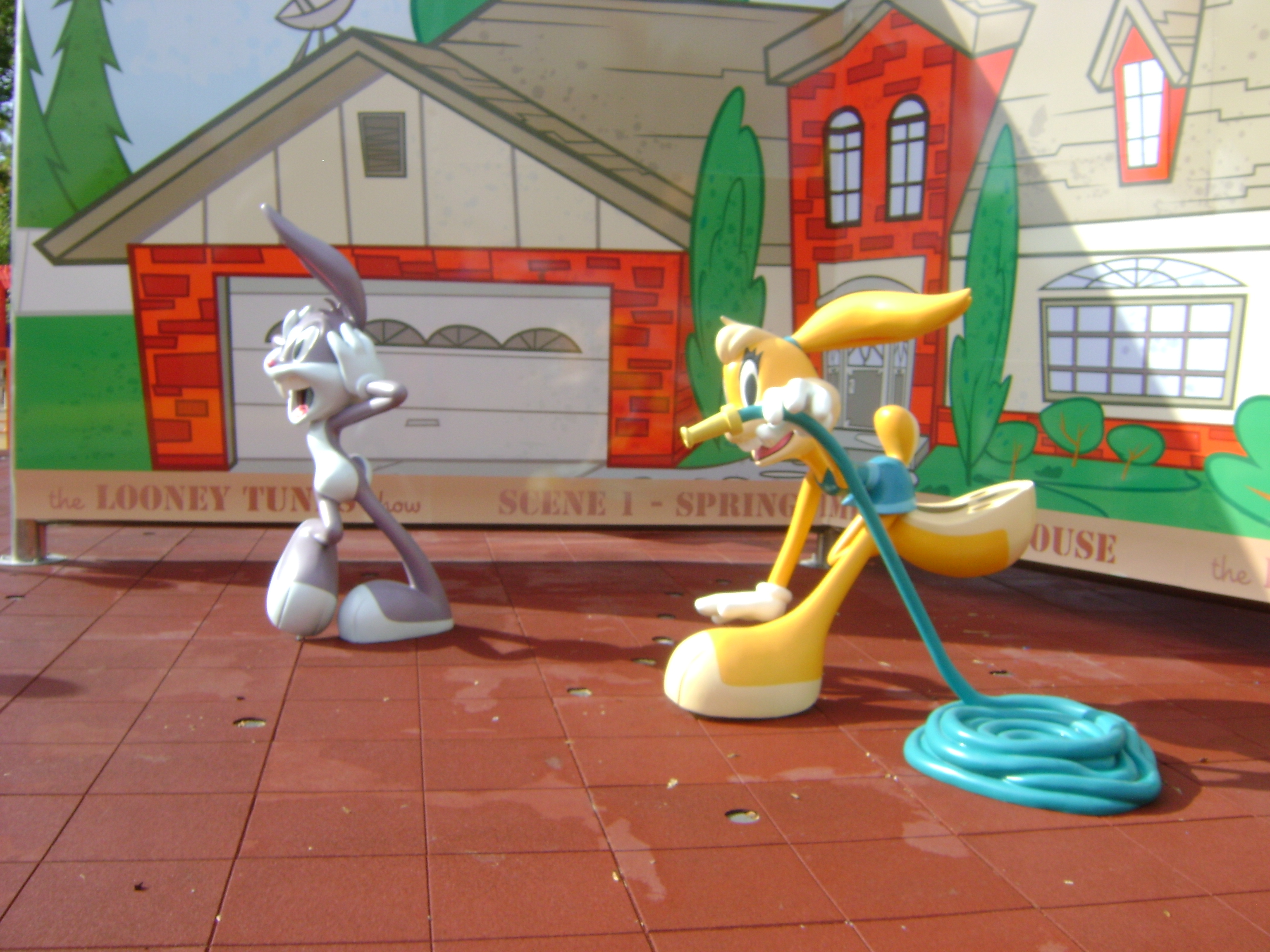
Lola Bunny (à droite) dans sa version Looney Tunes Show.

Dans la série animé New Looney Tunes, Lola est toujours de couleur beige orangé. Ses yeux sont toujours noirs et elle a de longs cils de couleur noire. Elle conserve ses cheveux blonds et continue de lier ses oreilles en queue-de-cheval. Lola change régulièrement de vêtements au sein de la série. Elle peut porter un haut rose ou bleu, qui rappelle sa robe dans Looney Tunes Show. Seul son chouchou de couleur rose pour ses oreilles reste identique.
Dans Space Jam : Nouvelle ère, après bien des années, Lola revient enfin dans son apparence d'origine mais avec quelques modifications qui la rendent moins sensuelle que dans le premier film. Comme tous les autres Toons, elle apparait avec une apparence en 3D lors du match de basket contre l'équipe de la Goon Squad.

## Personnalité
Dans le film Space Jam, Lola est mise en avant comme étant un personnage confiant et déterminé. Elle représente l'archétype de la femme forte et indépendante. Lola a également des allures de femme fatale,. Elle ne supporte pas d'être vue comme un objet, se mettant en colère quand on l'appelle "poupée",. Elle est très sportive et montre d'excellentes capacités concernant le basket-ball.
Dans Les Tiny Toons, Babs Bunny tient ce rôle. Elle est une jeune lapine rose qui imite de nombreuses personnalités ainsi que ses interlocuteurs, et elle aime se déguiser. Non seulement elle est excellente à ces jeux, mais elle a aussi de la répartie burlesque. Babs joue la séduction avec Buster, son ami et apprenti-Bugs. Tout comme la Lola de Space Jam déteste qu'on l'appelle « poupée », Babs Bunny ne veut pas qu'on l'appelle par son véritable nom : Barbara Ann.
Dans les Baby Looney Tunes. Comme dans Space Jam, elle a déjà un fort caractère et une affinité avec le basket-ball.
Dans Les Loonatics, son pendant en super-héros est Lexi Bunny. Elle adore le sport, les jeux vidéos, et accorde une place importante à son apparence. Elle possède divers pouvoirs, comme une force surhumaine, une ouïe surdéveloppée, ou encore la faculté de projeter des rayons d'énergie de couleur rose.
La série Looney Tunes Show change radicalement la personnalité de Lola. Elle apparait alors comme une lapine excentrique et très joyeuse,, obsédée par Bugs, qu'elle voit comme son âme sœur,,. Insouciante et loufoque,, Lola est majoritairement impliquée dans des situations farfelues, soit créées par elle-même, soit quand elle est accompagnée par son ami Daffy. Dans le jeu vidéo Looney Tunes Mayhem , Lola a la même personnalité en plus de la même apparence, son personnage étant directement adapté de la série.
Dans le film Looney Tunes: Rabbits Run, Lola conserve la même personnalité que dans Looney Tunes Show. Bien que dans le film elle et Bugs ne se connaissent pas, retirant son obsession amoureuse pour lui, elle reste un personnage excentrique et loufoque, tout en étant insouciante et joyeuse,.
Dans la série animé New Looney Tunes, Lola conserve la même personnalité que dans la série Looney Tunes Show et le film Looney Tunes: Rabbits Run. Joyeuse et amicale, elle fait toujours preuve d'excentricité et garde son insouciance. Elle met plus en avant son côté intrépide et aventureux et apparait comme très sportive, exerçant différents sport.
Space Jam : Nouvelle ère, remet enfin Lola sous sa personnalité d'avant Looney Tunes Show et elle promet même à LeBron James de sauver son fils. Bien qu'étant toujours attachée à Bugs, Lola n'a pas hésité à quitter le monde des Looney Tunes en le laissant seul pour aller dans celui de Wonder Woman afin de devenir une amazone, mais elle rejoint le reste des Looney Tunes pour affronter la Goon Squad, l'équipe d'Al-G Rhythm, ce dernier qui lui a fait évacuer son monde avec les autres Looney Tunes. Une fois le match fini, elle est triste de voir Bugs disparaitre.

## Interprétation

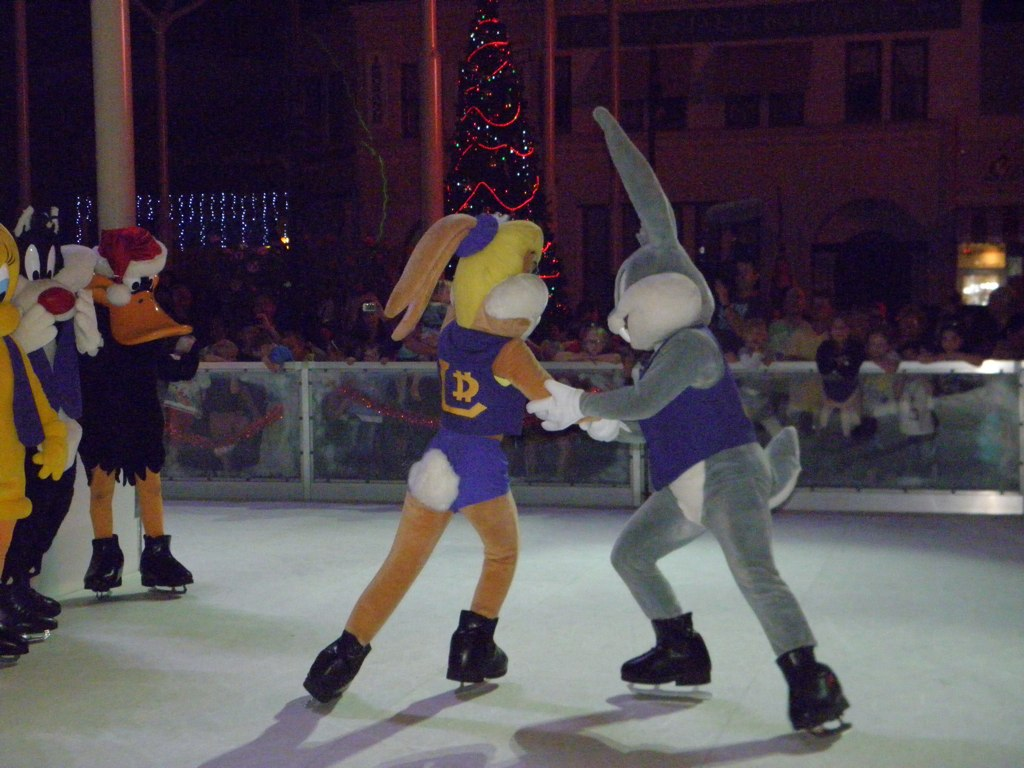
Lola Bunny avec Bugs Bunny en patins à glace au parc Warner Bros. Movie World Australia.

- Dans le film Space Jam, elle est interprétée par Kath Soucie dans la version originale et est doublée par Odile Schmitt dans la version française. Dans Space Jam : Nouvelle ère, la première a été remplacée par Zendaya et la seconde, décédée en mars 2020, a été remplacée par Angèle.
- Dans la série animée Baby Looney Tunes, c'est Britt McKillip qui lui prête sa voix originale et est doublée par Fily Keita dans la version française
- Dans la série animée Looney Tunes Show, c'est Kristen Wiig qui se charge de la voix originale.
- Dans le film Looney Tunes: Rabbits Run, Lola est doublée par Rachel Ramras.
- Dans la série animée New Looney Tunes, elle est à nouveau doublée par Kath Soucie.

## Apparitions films d'animation et séries
- Space Jam (1996)
- Titi et le Tour du monde en 80 chats (2000)
- Dating Do's and Don'ts (Webtoon) (2005)
- Baby Looney Tunes 2002-2006)
- Les Loonatics (2005-2007)
- Looney Tunes Show (2011-2014)
- Rabbits Run (2015)
- New Looney Tunes (2015-2019)
- Space Jam : Nouvelle Ère (2021)
- Bugs Bunny Constructeurs (2022)
- Tiny Toons Looniversity (2023-2024)

## Apparitions jeux vidéo
Lola apparaît dans des jeux vidéo. Sa voix est doublée par Kath Soucie jusqu'à Scooby-Doo! & Looney Tunes: Cartoon Universe Adventure, où elle est doublée par Kristen Wiig.
- Space Jam (Playstation) (1996)
- Bugs Bunny et Lola Bunny : Opération Carottes (Game Boy Color) (1999)
- Looney Tunes Collector : La Revanche des Martiens (Game Boy Color) (2000)
- Looney Tunes: Space Race (Dreamcast, Playstation 2) (2000)
- Looney Tunes Racing (Game Boy Color, Playstation) (2000)
- Scooby-Doo! & Looney Tunes: Cartoon Universe Adventure (Windows, Nintendo 3DS) (2014)
- Looney Tunes Mayhem (iOS, Android) (2018)